# 2013 à Nauru
Cet article présente les faits marquants de l'année 2013 à Nauru.

## Évènements
- 7 février : Kieren Keke, Ministre des Affaires étrangères et du Commerce, de la Santé, et des Sports, démissionne sans immédiatement donner (en public) de raison[1]. Il s'ensuit la démission du ministre des Finances Roland Kun, ainsi que le limogeage du ministre du Commerce Marcus Stephen, pour des raisons non-spécifiées. Cet éclatement du gouvernement serait dû à un désaccord autour du rétablissement d'un centre de détention australien sur l'île[2]. Fin février, alors que le gouvernement ne semble plus avoir de majorité, le Parlement est suspendu par son président Ludwig Scotty, malgré les protestations des députés d'opposition[3]. Le 15 mars, le Président de la Cour suprême, Geoffrey Eames, statue que Scotty n'avait pas autorité pour annoncer une suspension indéfinie du Parlement, dont Eames ordonne la réouverture[4].

- 23 avril : Le Parlement de Nauru, divisé en trois factions, se réunit brièvement, mais les députés ne parviennent pas à s'accorder sur un président d'assemblée, à la suite de la démission de Ludwig Scotty. La vie politique du pays est paralysée[5].  Le 25 avril, Godfrey Thoma est élu à la présidence du Parlement[6].

- 23 mai : Fin du blocage politique. Le Parlement, boycotté par les députés de la majorité présidentielle, tente une énième fois de siéger, toujours sans quorum, et le président du Parlement, Godfrey Thoma, accepte finalement de dissoudre l'assemblée sur demande du président de la république. Cette dissolution enclenche des élections législatives[7].

- 8 juin : Élections législatives, suivies de l'élection du président de la République par le nouveau Parlement (le 11 juin). Baron Waqa, anciennement chef de l'opposition, obtient le soutien de treize députés sur dix-neuf, et est élu président[8].